# پیترو کوچیوکیان
پیترو کوچیوکیان (ایتالیایی: Pietro Kuciukian؛ زادهٔ ۱۸ ژانویهٔ ۱۹۴۰) نویسنده، جراح، دیپلمات و کنشگر اجتماعی ارمنی‌تبار اهل ایتالیا است. او همچنین رئیس کمیته بین‌المللی صالحان ارامنه و یکی از بنیانگذاران کمیته جهانی باغ‌های صالح است. او با موزه نسل‌کشی ارمنی‌ها در ایروان همکاری می‌کند.

## زندگی‌نامه
وی در ۱۸ ژانویهٔ ۱۹۴۰ در آرکو، ترنتینو به‌دنیا آمد و از دانشگاه پادووا و صومعه ارمنی جزیره سن لازار فارغ‌التحصیل شد